# Jam (zene)
A „dzsemmelés”, dzsem (angolul: jam session) legtalálóbb magyar neve: „örömzene”.
A kifejezés a dzsesszzene gyakorlatából származik. Koncertek végén, vagy hasonló alkalmakkor különböző együttesek tagjai spontánul, mintegy saját örömükre összeállva, próba és gyakorlás nélkül szabadon muzsikálnak. Az örömzenék általában ismert dallamok segítségével születnek, gyorsan megbeszélt akkordok, ritmusok segítségével, és természetesen improvizatívak.

## Magyar jam-múlt
A Bajcsy-Zsilinszky út és az Alkotmány utca sarkán volt egy Dália nevű eszpresszó. Budapesten, az Ifjúsági park téli helyiségeként itt alakult meg 1961-ben a Budapesti Ifjúsági Jazzklub. A klub heti rendszerességgel ismétlődő műsorait Kertész Kornél zongorista vezette.
Ebben a viszonylag szűk körben gyorsan népszerűvé vált Pege Aladár, Szakcsi Lakatos Béla, Deseő Csaba, Vukán György, Szabados György, Garay Attila, Bergendy István..., akik rendszeresen felléptek itt, és a műsorok végén összeálltak örömzenélni.
2010-ben a Kaposvári Nemzetközi Kamarazenei Fesztivál keretében szervezték meg az első Nemzetközi Jam-Session Találkozót is.